# Битва при Госпиче
Битва при Госпиче произошла 21—22 мая 1809 года между французской и австрийской армиями на границе между Хорватией и Далмацией, и закончившаяся вничью, но вынудившая австрийцев отступить на север.

## Боевые действия
После битв при Сачиле и при Кальдьеро в середине апреля 1809 года, эрцгерцог Иоганн приказал генералу Андреасу фон Стоичевичу отделиться от основных сил его корпуса для борьбы с Армией Далмации под началом генерала Огюста Мармона.
Боевые действия на Далматинском фронте начались с австрийского наступления, но довольно быстро оно зашло в тупик. В середине мая французы начали своё наступление. 16 мая они вытеснили австрийцев с их позиций у горы Кита, в ходе боёв захватив Стоичевича в плен. Полковник Маттиас Фрайхерр Ребрович фон Разбой (нем. Matthias Freiherr Rebrovic von Razboj), принявший командование австрийскими войсками, отступил к городу Грачац, где на следующий день его неопытные люди оказали упорное сопротивление. Той ночью, понимая, что его вот-вот обойдут с фланга, Ребрович снова отступил, на этот раз в сторону Госпича.
Ребрович разрушил большую часть местных мостов, но сохранил в целости мост в Новоселе. Он разместил большую часть своих людей за этим мостом, ожидая, что Мармон будет вынужден атаковать через него. Отдохнув в течение двух дней вокруг Грачаца, Мармон 20 мая возобновил наступление и 21 мая достиг Госпича, где и обнаружил силы Ребровича, дислоцированные за рекой Лика. Одну из своих дивизий Мармон оставил в качестве резерва, другую отправил в атаку. Чтобы начать бой, роты французских вольтижёров 8-го лёгкого должны были захватить брод через реку Ядову у Барлете, а другие вольтижёры и егеря были посланы занять три холма напротив моста в Новоселе. Ребрович отреагировал на этот неожиданный поворот событий, поведя свои основные силы через мост в Новоселе. Затем он разделил свою армию на три колонны и двинулся к трём холмам, отгоняя занимавшие их лёгкие французские силы.
Заметив, что австрийцы сражались тремя разрозненными, Мармон изменил свой план. Он принял личное командование дивизией генерала Монришара и повёл её против центра австрийцев. Полковник Годар с 79-м линейным должен был атаковать правую колонну. Генерал Суайе с 18-м лёгким должен был атаковать в центре, а полковник Плозонн с 5-м линейным слева.
Атаки на центральную и правую колонны были успешными, но бои слева были более равномерными, и австрийцы защищали каждый фут земли, но были вынуждены отступить только из-за неудач справа. Бои не прошли даром для французов, генерал Суайе был тяжело ранен.
На севере первоначальное продвижение французов было менее успешным. 8-му лёгкому удалось форсировать Ядову и продвинуться на северо-запад в сторону Острвицы, в опасной близости от Будка, но они были остановлены австрийскими войсками под командованием Грабовского. В конце дня две главные силы столкнулись друг с другом за мостом в Новоселе.
Бой возобновился 22 мая. Мармон снова решил нанести главный удар справа, надеясь сокрушить слабый австрийский левый фланг, но он действовал на враждебной территории, и местные шпионы донесли эту новость до Ребровича. Австрийцы смогли вовремя перебросить подкрепления, и атака французов провалилась.
Несмотря на провал французских атак, к исходу 22 мая австрийцы находились в очень трудном положении. Ребровичу было приказано отправить два своих лучших батальона, а многие другие его войска были близки к истощению. Хотя французы были в таком же состоянии, Ребрович не мог этого знать и в ночь на 22 мая отступил на север, в сторону Оттакака.
Французы потеряли 134 человека убитыми, 600 ранеными и 270 взятыми в плен из 11 000 человек, участвовавших в этом тяжёлом бою. Генералы Суайе и Лоне были ранены. Австрийцы признали потери 64 убитыми, 500 ранеными, 200 пленными и два орудия. У австрийцев были причины быть довольными действиями своих неопытных войск во время битвы, но не в последующие дни. Когда австрийцы отступили на север, многие из местного ополчения дезертировали. Они снова чудом убежали от французов в Зуталовке 25 мая, а затем были вынуждены отступить на северо-восток в безопасное место. Это позволило Мармону продвинуться на запад к побережью, а затем на северо-запад к Фиуме и встретиться с Армией Италии.